# Барвінківська паланка
Барвінківська паланка, або Барвінкова Стінка, (1653–1709), (1734–1775) — адміністративно-територіальна одиниця Війська Запорозького низового часів Нової Січі (1734–1775). Центр паланки — Барвінкове.

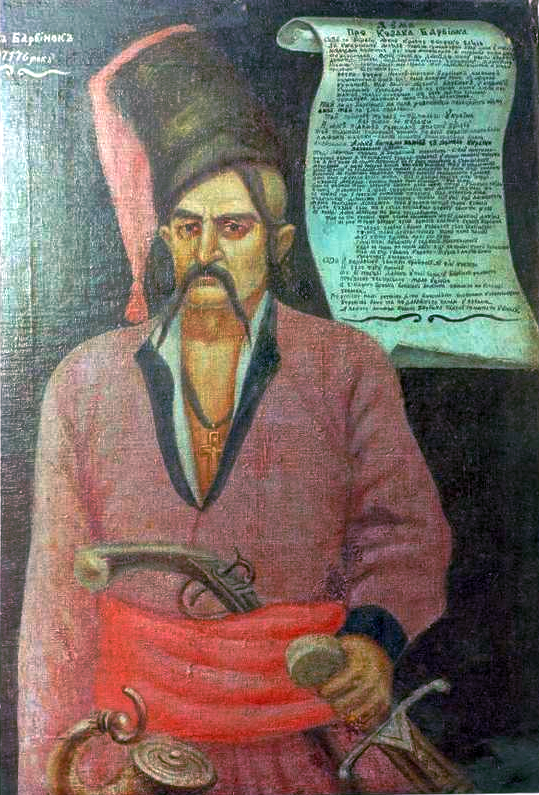
Іван Барвінок

## Історія
Перша згадка про неї як про Барвінкову Стінку зустрічається в Синодику Святогірського монастиря в 1653 році. У 1653 році до монастиря прибуло 12 запорожців з листом від отамана Івана Барвінку з проханням освятити нове селище. Архімандрит Іоанн з кліром виїхали з монастиря і неподалік від нього зустрілися з самим Барвінком і понад трьома сотнями козаків, які проводили їх на місце.
Іоанн освятив село, фортецю і церкву. Фортеця розташовувалася на Чумацькій горі, село — внизу біля річки. Місце було захищене з півдня чотирма рукавами річки й озерами.

Є також дані, що це поселення було визначено в грамоті Запорізького Коша отаману Барвінку: «У дикому полі, на березі Торця, біля Татарського перелазу».

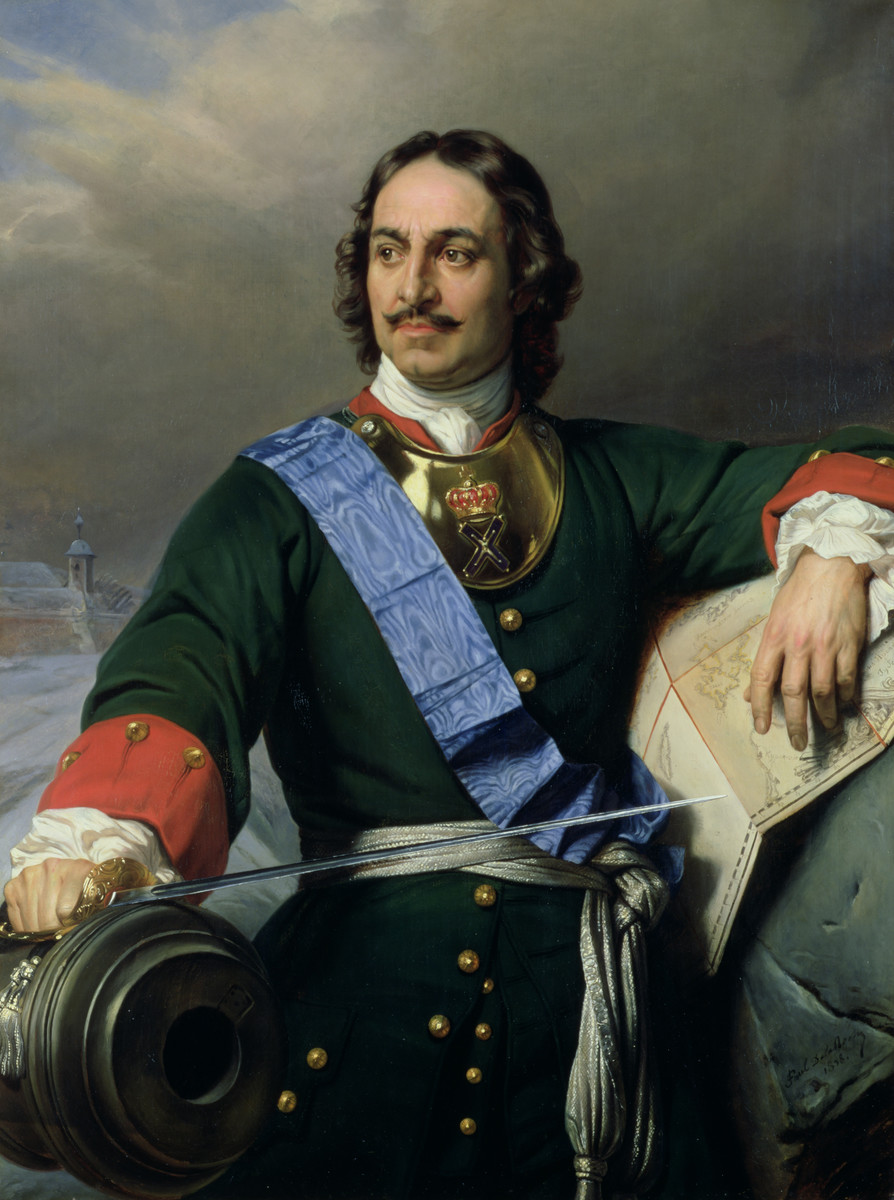

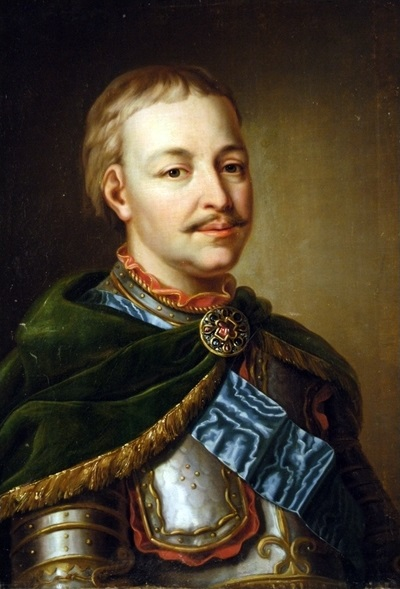

Посилаючись на наявні матеріали, припускається, що Барвінкову Стінку заснували за розпорядженням Богдана Хмельницького під прикриттям Запорізької Січі. Основна маса переселенців — кілька тисяч вихідців з Поділля.

### Ліквідація
У 1707–1708 роках Барвінківські козаки брали участь у повстанні Кіндрата Булавіна. Загоном у 1500 осіб командував барвінківчанин Семен Олексійович Драний. Він зайняв Бахмут і всі повстанці загинули в бою проти царських карателів.(?)
У 1708 році до Барвінкової Стінки приїхали Петро I, гетьман Мазепа, кошовий Кость Гордієнко. Петро I попередив місцевих козаків, щоб вони більше не сміли виступати проти нього. Однак незабаром разом із Запорізькою Січчю барвінківчани підтримали Мазепу в його боротьбі проти Петра I. У 1709 році Барвінкова Стінка за розпорядженням царя була знищена.
Поселення за розпорядженням царя стерли з лиця землі, а землі на північ і схід від Барвінкової Стінки були захоплені старшиною Ізюмського слобідського полку, поміщиками й служилими людьми Бахмутського повіту.

### Відновлення
Після 1734 року в урочищі Барвінкова Стінка козаком Якимом Шпаком відбудовується слобода, яка згодом стає центром Барвінківської паланки Запорізької Січі, яка проіснувала до 1775 року, року ліквідації Січі.
В середині XVIII століття козацька старшина Ізюмського слобідського та Бахмутського козацького полків почала отримувати у власність землі південніше Торської захисної лінії та міста Тор (Слов'янськ), які вздовж річки Сухий Торець, а потім річки Казенний Торець до впадіння його в Сіверський Донець здавна вважалися землями Війська Запорозького. Виник земельний спір. Поселенців — новоросійських старшин-поміщиків, заселивши хуторами та селами спірні землі, Кіш об'явив «зайдами» і в 1768 році організував об'їзди своїх кордонів з ціллю їх вигнання. Керував об'їздами Андрій Порохня, полковник Протовчанської паланки Колпак та колишній полковник Самарської паланки Ігнатій Писанка. 
В Центральному державному історичному архіві в місті Києві зберігається «Дело по Указу Слободской губернии вотчинного департамента о ученении Изюмского комиссарства города Изюма с жителями и слободы Тору жителям с смежествующими Войска Запорожского козаками в земляных дачах разводу». Для розв'язання питання «полюбовного развода» земель Війська Запорозького та Ізюмської провінції указом вотчинного департаменту Слобідсько-Української губернії від 19 вересня 1769 року був призначений ізюмський комісар Олексій Бистрицький. Для переговорів із запорожцями указ зобов'язував комісара зібрати представницьку делегацію з вибраних повірених та власників, а також для допомоги мешканцям слободи Тор полкового хорунжого Адамова. Також в указі в категоричній формі вимагалося, щоб до запорожців ніякі володіння слобожан відійти не могли. Так із самого початку переговори повинні були зайти в глухий кут.
Численна група вершників делегації виїхала з Тору в сторону запорізького зимівника Барвінкова Стінка. В делегацію входили ізюмські повірені Михайло Мережко та Тимофій Огненко, ізюмські військові обивателі — старожили (колишні слобідські козаки) Михайло Белогаєв, Козьма Головеенко, Данило Масисов та Григорій Безверхий, торські повірені — Афанасій Роменський, Андрій Журавель, Іван Бугай, Ілім Дереза, Іван Боженко, військові торські обивателі — старожили — Олексій Шестопалов, Іван Петренко, Федор Коломієць.
Зустріч відбулась коло впадіння річки Бичок з півдня в річку Торець (Сухий Торець), і до цього часу ця місцина зветься Козацькі майдани. Делегацію запорожців очолював полковник Колпак, з яким була старшина та козаки. Запорожці представили копію Універсала, що був наданий гетьману Богдану Хмельницькому ще польським королем Стефаном Баторієм, за яким кордон граничив з річкою Оріллю і далі з лінією, яка умовно з'єднувала витоки Орелі та Кальміусу з дельтою Дону. Оскільки документ детально не описував правобережних приток Дінця та урочищ, якими запорізькі козаки володіли, слобожанці не погодились із цим кордоном.
На це зауваження запорізькі козаки заявили, що границя їх володінь проходить «по урочищах з вершини Орелі на устя річки Бритай, що впадає в річку Береку, а тою Берекою в річку Дінець, а від устя Береки через Велику Комишуваху на тополю, яка стоїть на могилі між вершинами балок Боброва та Курульчина, що вийшли з Торця, а від тої тополі на ріг лісу Черкаського, а від рогу Черкаського та річці Торцю на урочище Сіркову Гатку і через річку Торець на устя річки Казенного Торця, а від того устя Торецького на вершину Кальміюса і до устя річки Дону». Даний опис показував, що в районі Сухого та частині Казенного Торця Військо Запорозьке свою границю проводило по Торській оборонній лінії, що була збудована відповідно наказу московського керівництва в 1684 році козаками Харківського слобідського полку.
Указаний рубіж явно не сподобався слобожанам, які вже захопили частину тих земель і мали там до 50 хуторів, тому вони запропонували свій варіант полюбовного розділу земель. Кордон повинен був пройти з вершини тієї ж річки Орелі на тополю, а від тополі на устя річки Курульчиної й через річку (Сухий) Торець на річку Маячку на хутір Бахмутського кінного козацького полку козака Данила Мораховського, а від того урочища через річку Грузьку на вершину Кальміюса. Так вони хотіли залишити за собою землі, на яких розташовувались їхні поселення, в тому числі засновані слобідськими козаками слободи Грушувахська та Велика Комишуваха й інші. Щоб це не сталося, полковник Барвінківської Паланки Іван Гараджа заснував свій хутір (колишні села Гаражівка I та Гаражівка II) на північно-східній окраїні паланки при впадінні річки Берека в річку Сіверський Донець.
В рапорті від 2 жовтня 1769 року Олексій Бистрицький писав: «… А вони тільки зі старі і до 1765 року володіли і нині володіють річками Оріль та Самара з їх вершинами до вершин суміжних Ізюмської провінції володінь річки Торця і вийшовших з цієї річки її приток Лукновахи, Бичка, Маячки та Грузької …І тому з ним, полковником Колпаком, і з бувшою при нім делегацією полюбовного разводу не зроблено».
Друга комісія під керівництвом Запорізького старшини Андрія Порохні також не поступиться ні метра козачих земель на півночі з боку Ізюма.
За розпорядженням кошового Петра Калнишевського полковник Гараджа вигнав за межі паланки всіх, хто зайняв землі без дозволу. Серед них були і люди Харківського губернатора Щербініна. Губернатор скаржився Потьомкіну на барвінківчан.
У 1769–1774 роках барвінківчани брали участь у російсько-турецькій війні і в повстанні Пугачова. У 1774 році до Барвінкової Стінки прибув каральний загін полковника Долгорукого. Однак полковник Гараджа з барвінківчанами роззброїли карателів, а самого Долгорукого засунули в бочку з дьогтем, виваляли в пір'ї і в такому вигляді передали Ізюмським козакам.

### Ліквідація
Після ліквідації Запорізької Січі полковник Гараджа і Кулик були зіслані до Сибіру, де їхні сліди загубилися. Катерина II видала Указ на вічну волю козакам Барвінківської паланки. Однак, ті відмовилися, і багато хто пішов за Дунай. Вони були і в Чорноморському козацтві і на Кубані.
Останнім сплеском козацької вольниці можна назвати подію 1787 року. Проїздом з Криму в Барвінковому побувала Катерина II. Вона відвідала козацьку церкву, куди жінкам вхід був заборонений. Недружелюбно зустрінута козаками, які молилися в ній, вона швидко покинула храм. А через кілька днів козаки спалили свою святиню: «Оскільки лярва Катька її осквернила».

## Постаті

### Полковники
- Іван Гараджа
- Іван Кулик

## Територія
Землі, що входили у володіння Барвінкової Стінки, займали весь теперішній Барвінківський район і частково Ізюмський і Близнюківський Харківської області, Слов'янський, Краматорський та Олександрівський райони Донецької області. Міста Слов'янськ і Краматорськ виникли пізніше на землях Барвінкової Стінки.